# Миколай из Кракова
Миколай из Кракова (1 пол. XVI в.) — польский органист и композитор; монограмист N. C. или Nicolai Crac. (Nicolaus Cracoviensis). 
Творил в Кракове, где, вероятно, родился. Автор церковных и светских произведений для органа а также вероятно вокально-инструментальных композиций. На формирование его стиля большое влияние оказало творчество Себастиана (Роксолануса) с Фельштину (см. Себастьян из Фельштына). Большинство произведений Николая из Кракова, которые сохранились, входит в Органной табулатуры Яна из Люблина (1537-48) и Табулатуры монастыря Святого Духа в Кракове (т. н. Краковская табулатура создана ок. 1548 года)